# Comuna Ravna Gora, Primorje-Gorski kotar
Ravna Gora este o comună în cantonul Primorje-Gorski kotar, Croația, având o populație de 2.430 de locuitori (2011).

## Demografie
Componența etnică a comunei Ravna Gora
     Croați (97,49%)
     Necunoscut (0,12%)
     Neclasificat (2,18%)
Componența confesională a comunei Ravna Gora
     Catolici (94,69%)
     Fără religie și atei (1,98%)
     Ortodocși (1,11%)
     Musulmani (1,07%)
     Necunoscută (0,62%)
     Agnostici și sceptici (0,49%)
     Alte religii (0,04%)
Conform recensământului din 2011, comuna Ravna Gora avea 2.430 de locuitori. Din punct de vedere etnic, majoritatea locuitorilor (97,49%) erau croați. Apartenența etnică nu este cunoscută în cazul a 0,12% din locuitori. Din punct de vedere confesional, majoritatea locuitorilor (94,69%) erau catolici, existând și minorități de persoane fără religie și atei (1,98%), ortodocși (1,11%) și musulmani (1,07%). Pentru 0,62% din locuitori nu este cunoscută apartenența confesională.